# هیدروژن سولفید
هیدروژن سولفید (به انگلیسی: Hydrogen sulfide) گازی است بی‌رنگ، سمی و آتشگیر که بوی آن شبیه به بوی تخم مرغ فاسد است. این گاز به صورت گاز فاضلاب و متعفن همراه با ایجاد خفقان شناخته می‌شود.
این مولکول قطبی است.

## سایر اسامی
اسید سولفیدریک، هیدروژن سولفوره، هیدرو سولفوریک اسید، گاز فاضلاب، گاز ترش، گاز مرداب

## در طبیعت
گاز سولفید هیدروژن به‌طور طبیعی در نفت خام، مخازن گاز طبیعی، گازهای آتشفشانی و چشمه‌های آب گرم وجود دارد.

## تولید
در آزمایشگاه گاز هیدروژن سولفید را از واکنش هیدروکلریک اسید با آهن (ll)سولفید به دست می‌آورند.
FeS + 2 HCl → FeCl2 + H2S

## در صنعت
این گاز می‌تواند در نتیجه فرایندهای زیر تولید گردد:
- تجزیه بقایای انسانی و حیوانی در نتیجهٔ فعالیت‌های باکتریایی
- فعالیت‌های صنعتی نظیر فرآوری مواد غذایی
- کوره‌های زغال سنگی
- صنایع کاغذ سازی
- صنایع نساجی
- تأسیسات تصفیه فاضلاب
- صنایع تولید گوگرد
- طرح‌های تولید قیر و آسفالت
- صنایع دباغی

## تأثیر بر سلامت
گاز سولفید هیدروژن بسیار سمی است. این گاز از طریق ممانعت در عملکرد آنزیم سیتوکروم اکسیداز مانع جذب اکسیژن می‌گردد. تماس کوتاه مدت (حاد) با سولفید هیدروژن باعث ایجاد سوزش و حساسیت در حلق، بینی، چشم و ریه‌ها می‌گردد. تماس با غلظت‌های بالاتر آثار جدی بر سلامت به جا گذاشته و منجر به مرگ می‌گردد.

## لزوم پایش سولفید هیدروژن در محیط‌های صنعتی
به‌دلیل سمیت بالا و قابلیت اشتعال گاز سولفید هیدروژنو حضور آن در محیط‌های صنعتی و بسته می‌تواند بسیار خطرناک باشد. به همین دلیل، استفاده از سامانه‌های دتکتور گاز (به انگلیسی: Gas Detectors) در محیط‌هایی نظیر پالایشگاه‌ها، تأسیسات نفت و گاز، فاضلاب‌روها و مخازن بسته از اهمیت بالایی برخوردار است.
دتکتورهای گاز H₂S معمولاً از فناوری‌ سنسور الکتروشیمیایی برای تشخیص غلظت‌های پایین گاز کاربرد دارند.
نصب آشکارسازهای گاز هیدروژن سولفید از استانداردهای ایمنی سازمان‌هایی نظیر OSHA و NIOSH پیروی می‌کند و از مرگ‌ومیرهای ناگهانی ناشی از استنشاق این گاز جلوگیری می‌کند.

## تنظیم فشار خون
پژوهشگران در آمریکا و کانادا نشان دادند که سولفید هیدروژن توسط آنزیم خاصی موسوم به CSE تولید می‌شود و متوقف کردن فعالیت این آنزیم می‌تواند باعث بالا رفتن فشار خون شود. به‌علاوه با این اقدام به رگ‌های خونی در موش‌های آزمایشگاهی نیز آسیب وارد می‌شود.
محققان با استفاده از دانش ژنتیک و دستکاری ژن‌ها، موش‌هایی را متولد کردند که میزان اندکی آنزیم CSE تولید می‌کردند و در نتیجه سطح سولفید هیدروژن در سرم آن‌ها کاهش می‌یافت. پس از حدود هفت هفته پس از تولد معلوم شد این موش‌ها که گرفتار جهش ژنتیکی شده‌اند و علایم فشار خون بالا را از خود بروز می‌دهند. هم‌چنین کمبود سولفید هیدروژن باعث شد که این موش‌ها نسبت به روش‌های آرام‌کنندهٔ رگ‌های خونی واکنش ناقص و معیوب نشان دهند.
نتایج این تحقیق تأیید می‌کند که سولفید هیدروژن با اکسید نیتریک ترکیب شده و گازی را تشکیل می‌دهد که می‌تواند فشار خون را تنظیم کند. این کشف راه را برای پیدا کردن روش‌های جدید درمان فشار خون بالا هموار خواهد کرد.